# Lotus Approach
Lotus Approach är en relationsdatabas tillverkad av Lotus Software. Databasen är starkt integrerad i Lotus Notes men tar även andra format som dBASE, DB2 och Oracle.